# Франтишек Јунек
Франтишек Јунек (17. јануар 1907. — 19. март 1970) био је чешки фудбалер који је играо за Славију из Прага и репрезентацију Чехословачке. За Чехословачку је наступио 32 пута, постигавши седам голова, а био је и учесник Светског првенства у фудбалу 1934, где је одиграо сва четири меча.